# Кутиніт

Схематичний поперечний розріз листка.
р — стовбчата паренхіма; s — губчаста паренхіма; е — епідерміс; k — кутикула; sp — устя.

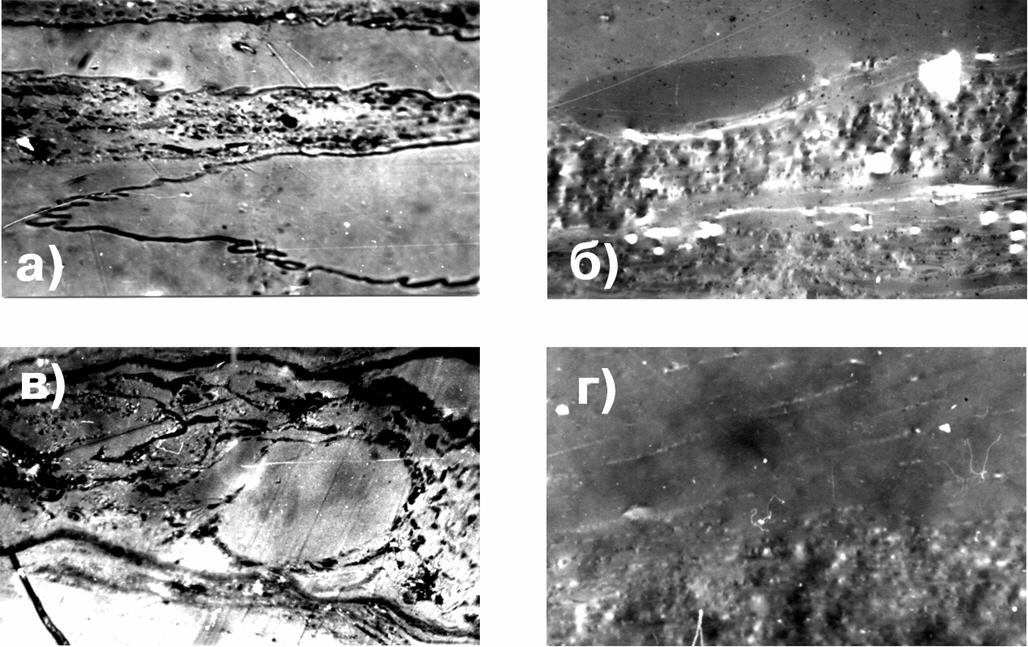
Група вітриніту: а — колініт (гомогенний сірий) з кутинітом (чорний). Відбите світло. Імерсія; б — колініт (гомогенний сірий), корпоколініт (темносіре овальне тіло ліворуч), телініт (нерівномірна смуга в центрі). Білі сфероліти — пірит. Відбите поляризоване світло. Стан згасання; в — вітродетриніт. Відбите світло. Імерсія; г — колініт (зверху), телініт (знизу).

Кутиніт — речовина, що утворює зовнішній шар листя, або кутикулу. 

## Походження
Кутикула зустрічається не тільки на листі і хвої, але також на стеблах і тонких стовбурах, і відсутня на деяких рослинах, що ростуть під водою. Кутин може, крім того, міститися в насінні рослин. Міцні шари кутину називаються «кутиніт». В палеозойському кам'яному вугіллі кутиніт присутній в менших кількостях, ніж спориніт. Найкращим способом дослідження викопної кутикули при вивченні викопних спор є вивчення існуючих сучасних її форм.
На рис. показаний схематичний розріз листка. Середня частина називається «мезофіл». Він складається із стовпчастої і губчастої паренхіми. З обох боків тканина листка покрита шкіркою, що складається з клітинного шару (епідермісу). Проте тканина не була б достатньо міцною до механічної і фізичної дії і втрачала б дуже багато води при випаровуванні, якби вона не була захищена зверху дуже міцним шаром, яким і є кутикула. В порівнянні з шарами з целюлозних клітин кутиніт до руйнування витримує в 8-10 раз більше навантаження; стійкість кутину до хімічних реакцій вище, ніж у суберину; до того ж він теплостійкий. Бактерії і низькі гриби не живляться кутином і суберином. Кутикула відокремлена від оболонок клітин епідермісу. Вона є прозорою як скло. Шкірка кутину, яка сама не володіє клітинною будовою, але прилягає настільки щільно зовні до клітин епідермісу, що на ній віддруковується його структурний узор. Кутикула на верхній поверхні листка звичайно товстіша, ніж на нижній. Таке ж явище спостерігається і у викопної кутикули. Під кутикулою часто розташовуються кутинізовані шари, що складаються з клітин з оболонками. Вони утворені кутином, затиснутим між целюлозою і іншими вуглеводами, з яких складаються оболонки клітин. Такі проміжні шари називаються «кутикулярними шарами».

## Фізичні властивості кутиніту
Фізичні властивості кутиніту майже аналогічні фізичним властивостям спориніту. Те, що можна сказати про колір і відбивну здатність спориніту, справедливо також і для кутиніту; є лише невеликі відмінності. Кутиніт звичайно дещо блідіший, ніж пов'язаний з ним спориніт. В ході процесу вуглефікації кутикула зникає перш, ніж зникають спори (на стадії кам'яного вугілля з середнім виходом летких речовин). В антрациті кутикула світліша, ніж асоціюється вітриніт. Міцність кутиніту майже така ж, як міцність спориніту.
Товста кутикула, яка створює рельєф на полірованих поверхнях, володіє особливою міцністю.
В прохідному світлі кутиніт бурого вугілля виявляє слабке двозаломлення. Колір інтерференції — першого порядку, блідо-сірий. На обмежених ділянках спостерігається пряме згасання. При похилому положенні на кутикулі спостерігається хвильове згасання. Кутиніт володіє плеохроїзмом.

## Хімічний склад і властивості
Основною речовиною в кутиніті є кутин, тісно пов'язаний з суберином. Обидві речовини — це складні гліцеринові ефіри жирних кислот.
Суберин містить фелонову кислоту, а для кутину, як вважають, характерна її відсутність. Хімічний склад кутину майже аналогічний складу спорину. Характерною його особливістю є високий вміст водню, який перевищу 50 ат.% аж до стрибка вуглефікації. Вихід летких речовин рівний приблизно 80% (Vdaf), вміст вуглецю становить 70,6-76,4%, водню – 7,6-11,8% і кисню – 11,8-21,7%.
Розчинність кутиніту в суміші бензолу із спиртом дуже невелика або нульова. Використовуючи хлороформ і спирт, з кутиніту можна вилучати невелику кількість воску.
Викопна кутикула і кутинізовані стінки клітин реагують на церотинову кислоту майже так само, як сучасна кутикула. Це доводить, що речовина дуже добре збереглася в м’якому бурому вугіллі, твердому бурому вугіллі і кам’яному вугіллі низького ступеня метаморфізму, що підтверджується також мікроскопічними дослідженнями.
Кутинові і хітинові речовини практично можуть зберігатися протягом необмеженого періоду часу. В окремих кутинових шарах деякі хімічні реакції йдуть так само, як в сучасному кутині. Наприклад, концентрований гідроксид калію забарвлює кутикулу в інтенсивно-жовтий колір. Під впливом концентрованої сірчаної кислоти колір кутину змінюється до червоно-коричневого. Інші барвники, такі, як судан III, сафранін, еритрозин, ціанін, викликають той же ефект при дії на викопну кутикулу, що й на сучасну. Це говорить про те, що хімічні властивості кутину у вугіллі з низьким ступенем метаморфізму практично залишаються такими, якими вони були за життя первинних рослин.